# Wullschlaegelia aphylla
Wullschlaegelia aphylla là một loài thực vật có hoa trong họ Lan. Loài này được (Sw.) Rchb.f. miêu tả khoa học đầu tiên năm 1863.